# Tanteen Recreational Ground
Tanteen Recreational Ground – to wielofunkcyjny stadion w Saint George’s na Grenadzie. Jest obecnie używany głównie dla meczów piłki nożnej, a także do zawodów lekkoatletycznych (posiada bieżnię) oraz do gry w krykieta. Swoje mecze rozgrywa na nim drużyna piłkarska GBSS. Stadion mieści 1000 osób.